# Bredäng
För andra betydelser, se Bredäng (olika betydelser).
Bredäng är en stadsdel i Söderort inom Stockholms kommun. Den gränsar till stadsdelarna Mälarhöjden och Sätra, till kommundelen Segeltorp i Huddinge kommun samt till Fågelön i Ekerö kommun. Räknat till Bredängstorget är avståndet från Gustav Adolfs torg 11,3 kilometer och från Hornstull 7,8 kilometer. Ytan uppgår till 209 hektar land och 25 hektar vatten. Strandlinjen mot Mälaren är 1 500 meter lång.
Bredäng är förhållandevis kuperat, största delen ligger 25 till 50 meter över havet. Bredängsskolan ligger på 62 meter över havet och Bredängshemmet på 67 meter. Längs Mälarens strand finns skogspartiet Sätraskogens naturreservat och badplatsen Mälarhöjdsbadet.

## Historik

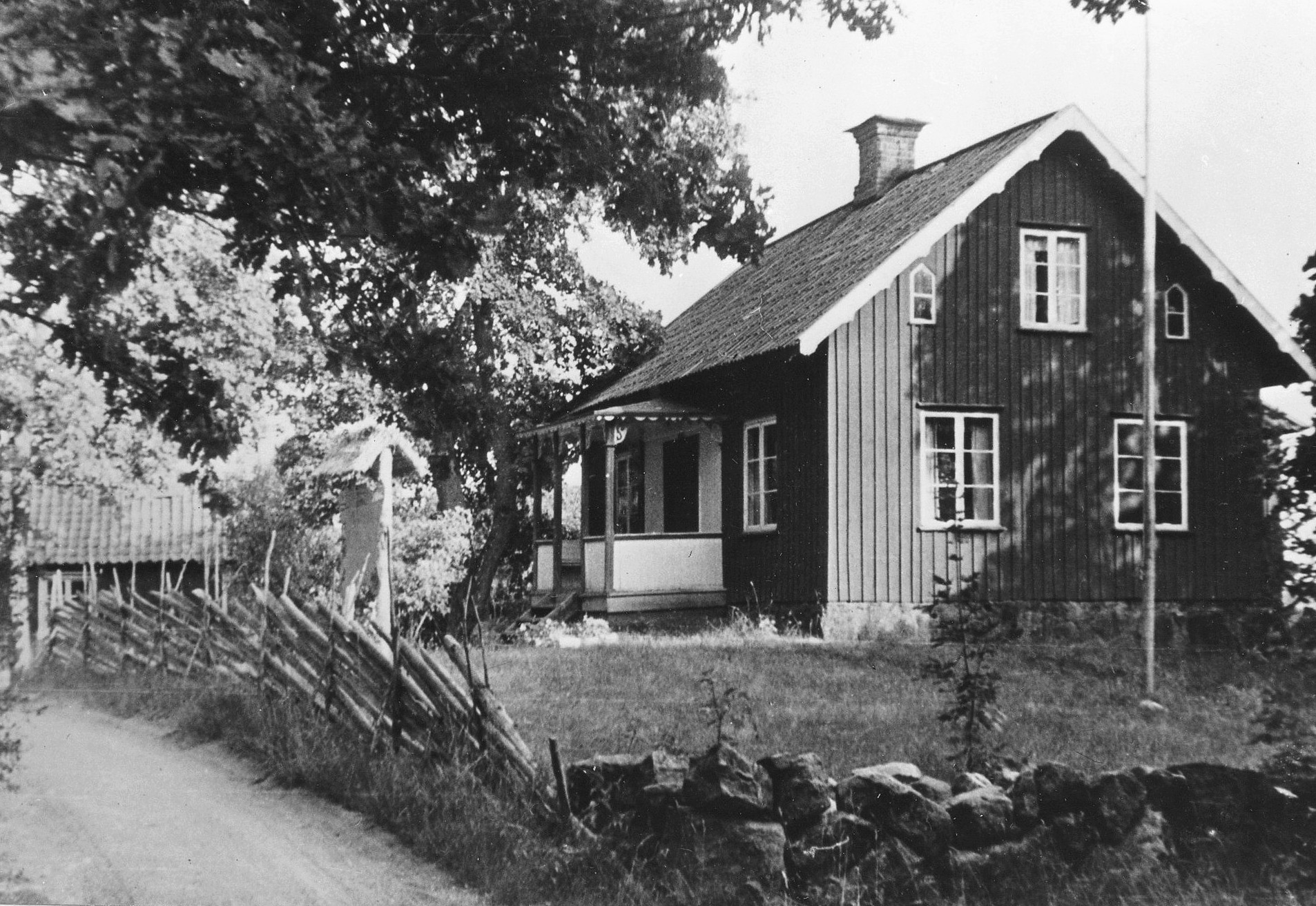
Bredängs gård omkring 1960.

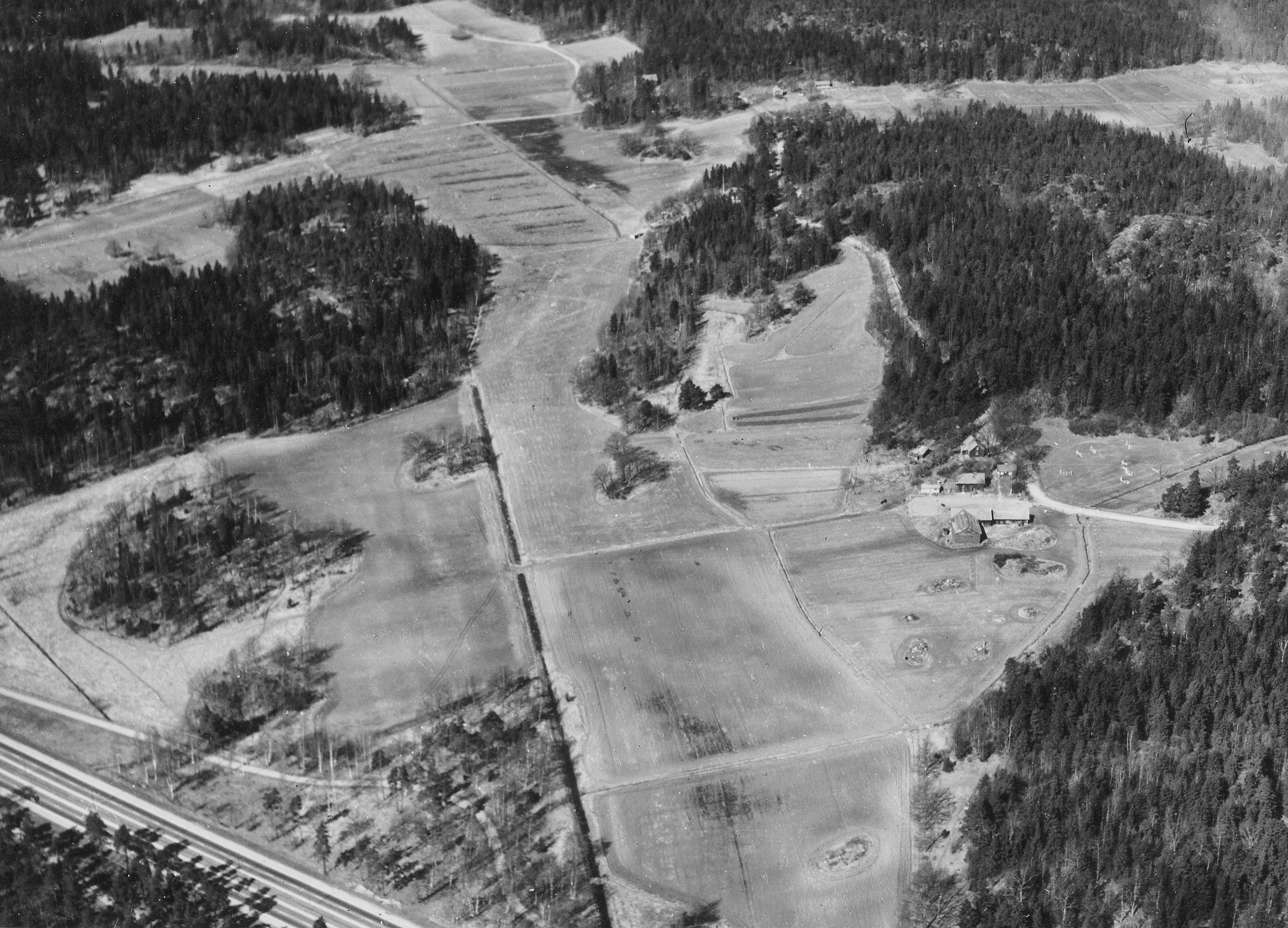
Flygfoto över Bredängs gård med omgivning, ner till vänster syns en bit av Södertäljevägen, 1961.

Hela området tillhörde en gång i tiden Sätra gård. Stadsdelen har sitt namn efter torpet Bredäng, byggd på 1780-talet och tillhörande Jakobsbergs gård. Att man inte valde Jakobsberg som stadsdelsnamn var att det redan fanns ett Jakobsberg i Storstockholm. Torpet Bredäng låg i kvarteret Wänskapsbröderna, ungefär i vid nuvarande  Eksätravägen 182–184, strax söder om Slättgårdsskolan. Lantbruk bedrevs här fram till 1949. Stället brann ned i början av 1960-talet.
Jakobsbergs gård var från början också ett torp under Sätra gård, belagt sedan 1600-talet. Från början hette torpet Ulvgrytet men döptes på 1760-talet om till Ålgryte. På 1750-talet arrenderades det av Jacob Graver, som lät bygga om torpet till en liten herrgård som fortfarande är bevarad.
Ett annat äldre hus är Villa Lyran, ett sommarnöje från 1867 som var en träffpunkt för många av 1800-talets författare, musiker och konstnärer. Byggherre var Carl Limnell, byråchef vid Järnvägsstyrelsen. Här ligger sedan 1960-talet Konditori Lyran.
Sydväst om Tankebyggarbacken i nuvarande Bredäng låg från 1886 Sätra gamla skola, där sista skolåret var 1928/1929. Senare fanns i byggnaden ett omtyckt utflyktsmål och servering som kallades Sätrastugan (Sättrastugan), men byggnaden brann ner 1962.
Nordöst om Pingstkyrkan Bredäng fanns, mellan 1940 och 1960-talet, Mälarhöjdens skyttepaviljong. Den nyttjades bland annat av Mälarhöjdens skytteförening för gevärsskytte på tre stycken 300 meter långa gevärsskyttebanor.

### Historiska kartor

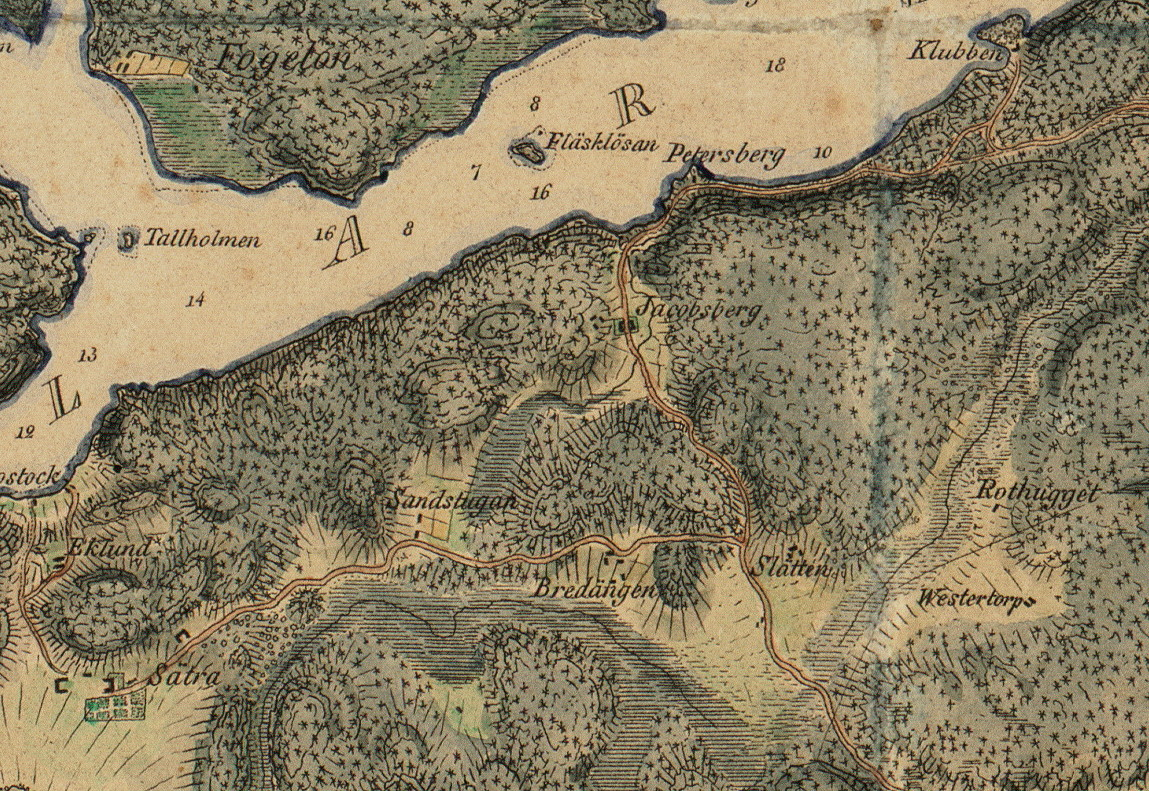
Jacobsberg, Bredäng och Sätra med omgivning 1817.
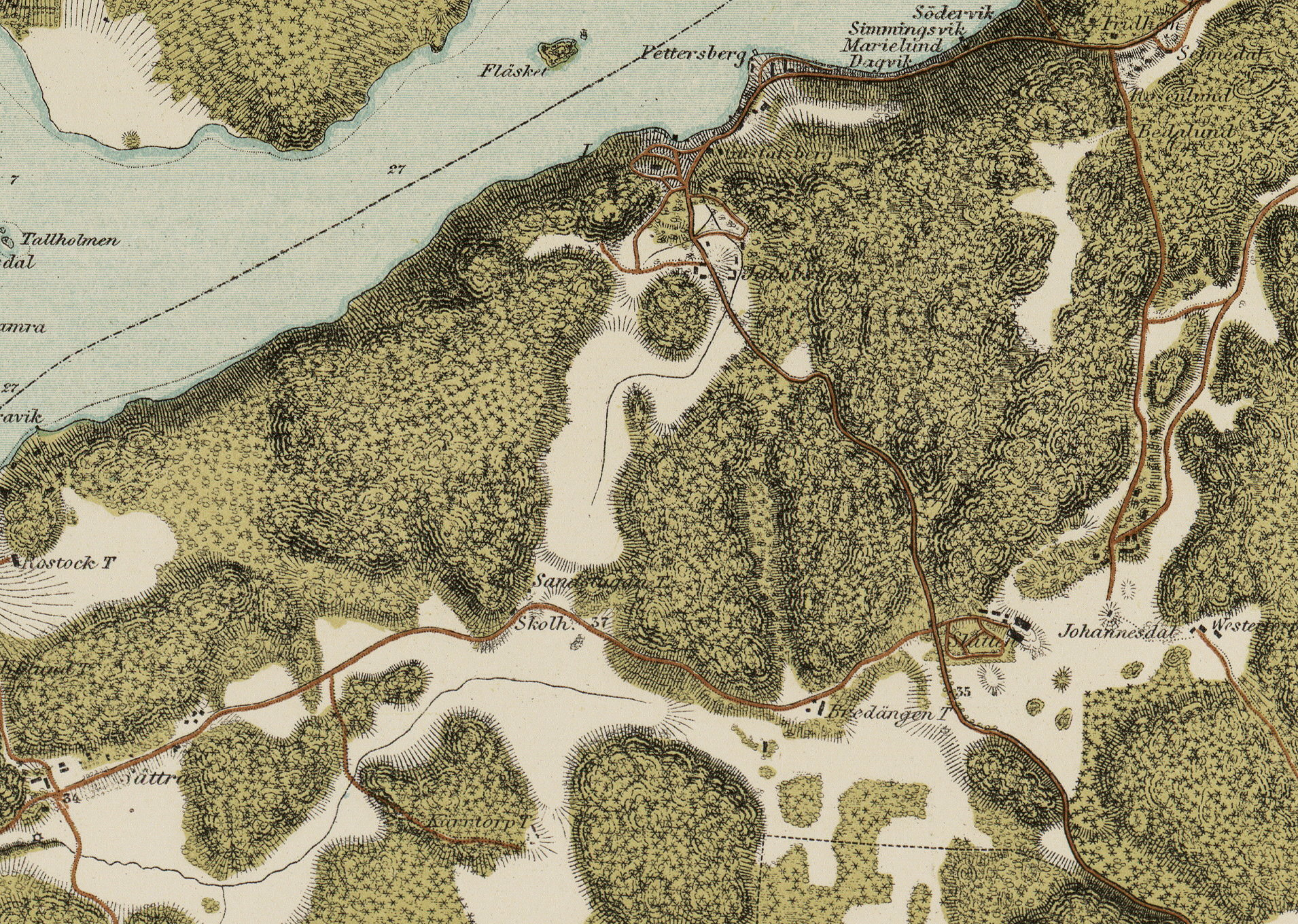
Jacobsberg, Bredäng och Sätra med omgivning 1861.
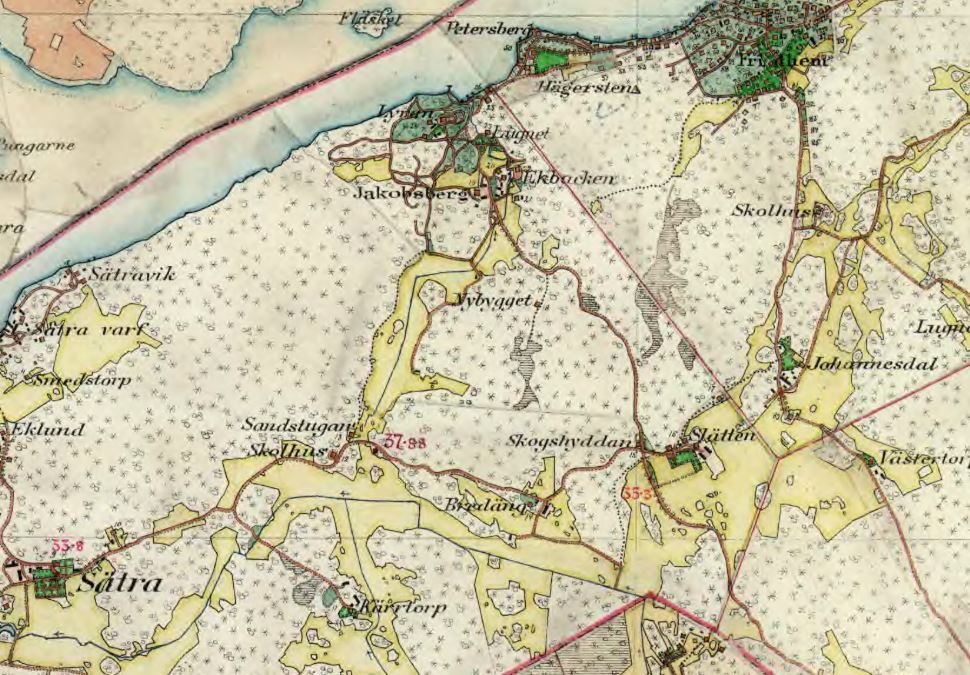
Jacobsberg, Bredäng och Sätra med omgivning 1901-1906.
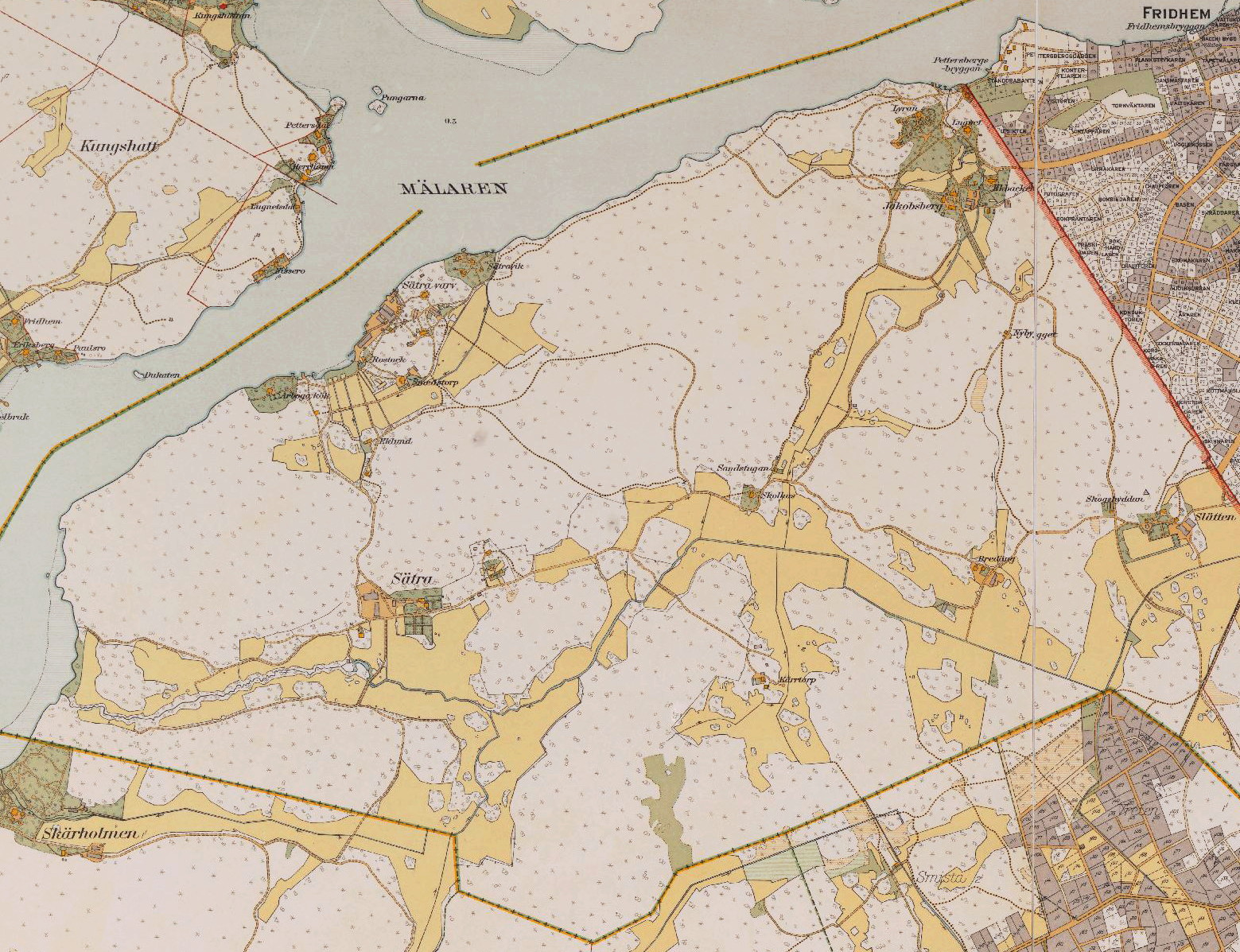
Jacobsberg, Bredäng och Sätra med omgivning 1917-1927.

## Det moderna Bredäng

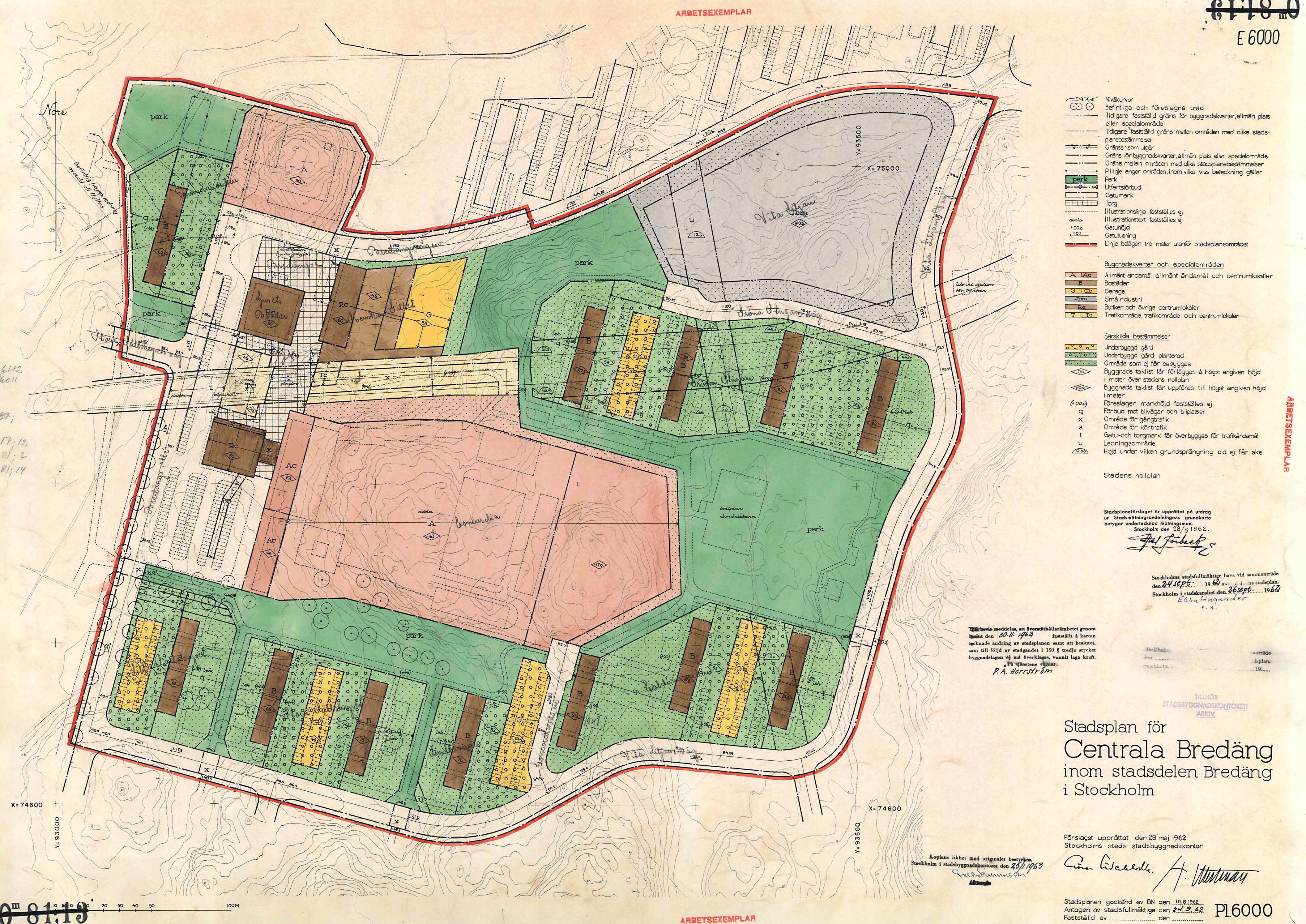
Stadsplan för centrala Bredäng, 1962.

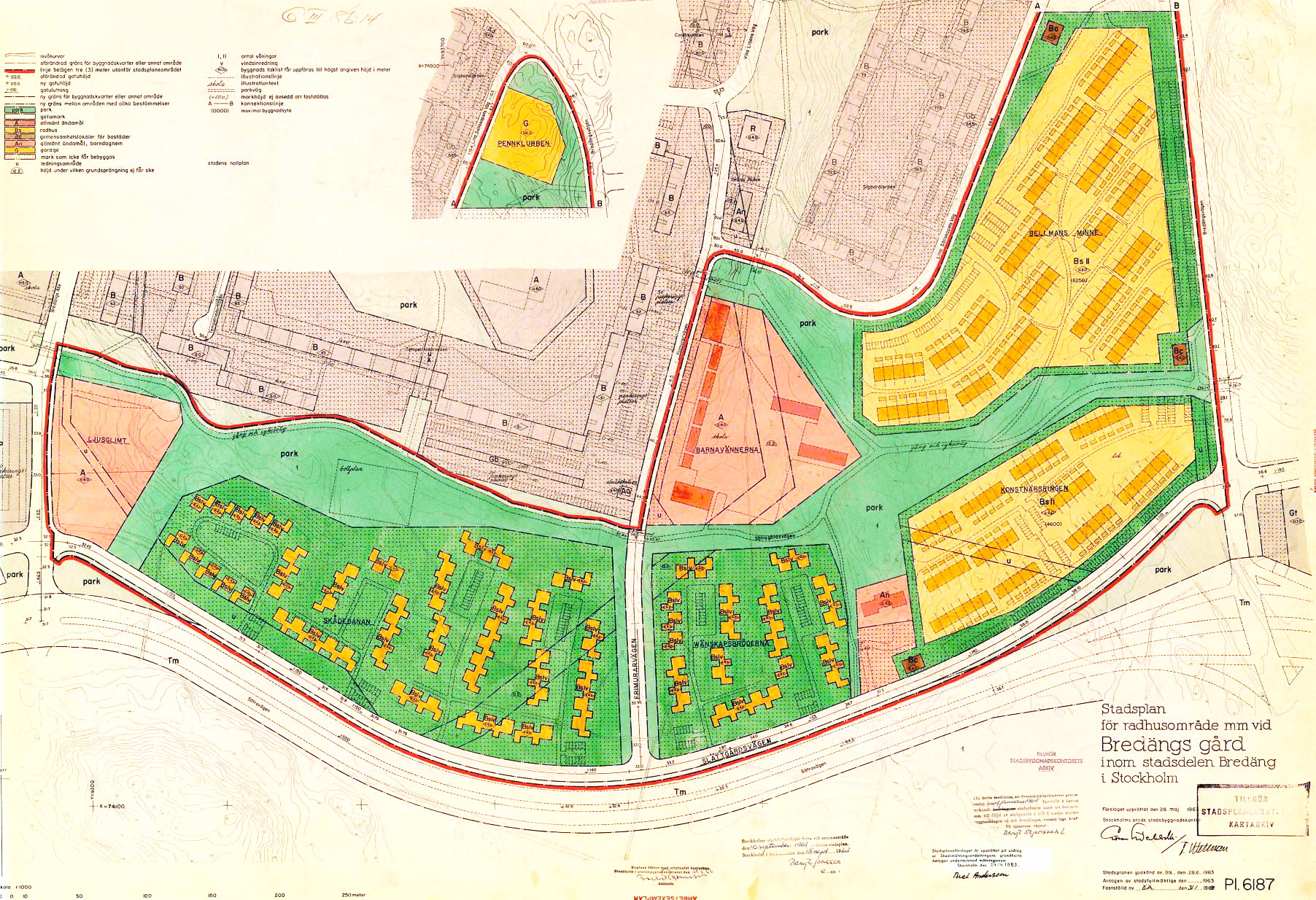
Stadsplan för södra Bredäng, 1963.

Stadsdelen bildades 1933 efter att året innan räknats till stadsdelen Mälarhöjden, då med namnet Jakobsberg. 1956 blev stadsdelen en del av Sätra, men från 1961 blev den på nytt en egen stadsdel. Den gavs namnet Bredäng då man ville ha ett nytt namn för att inte förväxlas med Jakobsberg i Järfälla kommun. Bygget av det moderna Bredäng påbörjades den 1 september 1962; de första husen uppfördes vid Ålgrytebacken med inflyttning sommaren 1963. Byggandet fortsatte sedan fram till 1975, vilket innebär att en del av stadsdelen hör till miljonprogrammet. Stadsplanerna för Bredäng utformades av Josef Stäck på Stockholms stadsplanekontor.
Stadsplanen (Pl. 6000 från 1962) för centrala Bredäng var mycket detaljrik gällande bostadsbebyggelsens utseende och placering i terrängen. Om de för Bredäng typiska skivhusen fastslog planbeskrivningen bland annat: ”Planen inrymmer en bostadsbebyggelse om 8-9 våningars skivhus som är orienterade med längdriktningen vriden 15 grad medsols från norr-söder och förlagda på ett inbördes avstånd av cirka 50 meter.” Vidare hette det att ”tillfarter och bilplats är förlagda så, att ena sidan av varje byggnad blir helt bilfri. Inga bostadslägenheter avses förlagda i bottenvåningen åt bilsidan.”
Man var mycket medvetet om att den enhetliga bebyggelsen med höga skivhus skulle bidra till en stadsbildmässig positiv verkan.
Mellan 1963 och 1965 byggdes 3 900 lägenheter, flest treor. Nästan hälften av dessa uppfördes av kommunala fastighetsbolaget Svenska Bostäder. Mellan 1965 och 1967 uppfördes 300 radhus och kedjehus. Stora skivhus på 8 till 9 våningar dominerar stadsdelen. Dessa är byggda med femtio meters avstånd med park eller lekplats och parkering mellan husen. För att sammankoppla bostadsområden planerades friytor med bollplaner och ledstråk mellan husen, som skulle fungera som mötesplatser för de boende. Miljön kring den centrala stadsdelen är till stor del bevarad. 
Bredängs bostadsbestånd har på senare år rustats upp och nya bostäder med annan upplåtelseform än hyresrätter har byggts. Bredäng ingick i den så kallade Storstadssatsningen, 1999–2004, för att motverka sociala problem som till exempel segregation. Bland ny bebyggelse kan nämnas en radhuslänga om 14 radhus som uppfördes 2016–2017 vid Ålgrytevägen efter ritningar av Brunnberg & Forshed arkitektkontor.

### Skolor
- Bredängsskolan, ligger i anslutning till Bredängs centrum. Skolan besöks av ca 500 elever i årskurs F-9.
- Slättgårdsskolan, ligger vid Frimurarvägen 11. Skolan totalförstördes i en brand sommaren 2020, en ny skolbyggnad skall så färdig 2025 / 2026.

### Idrott

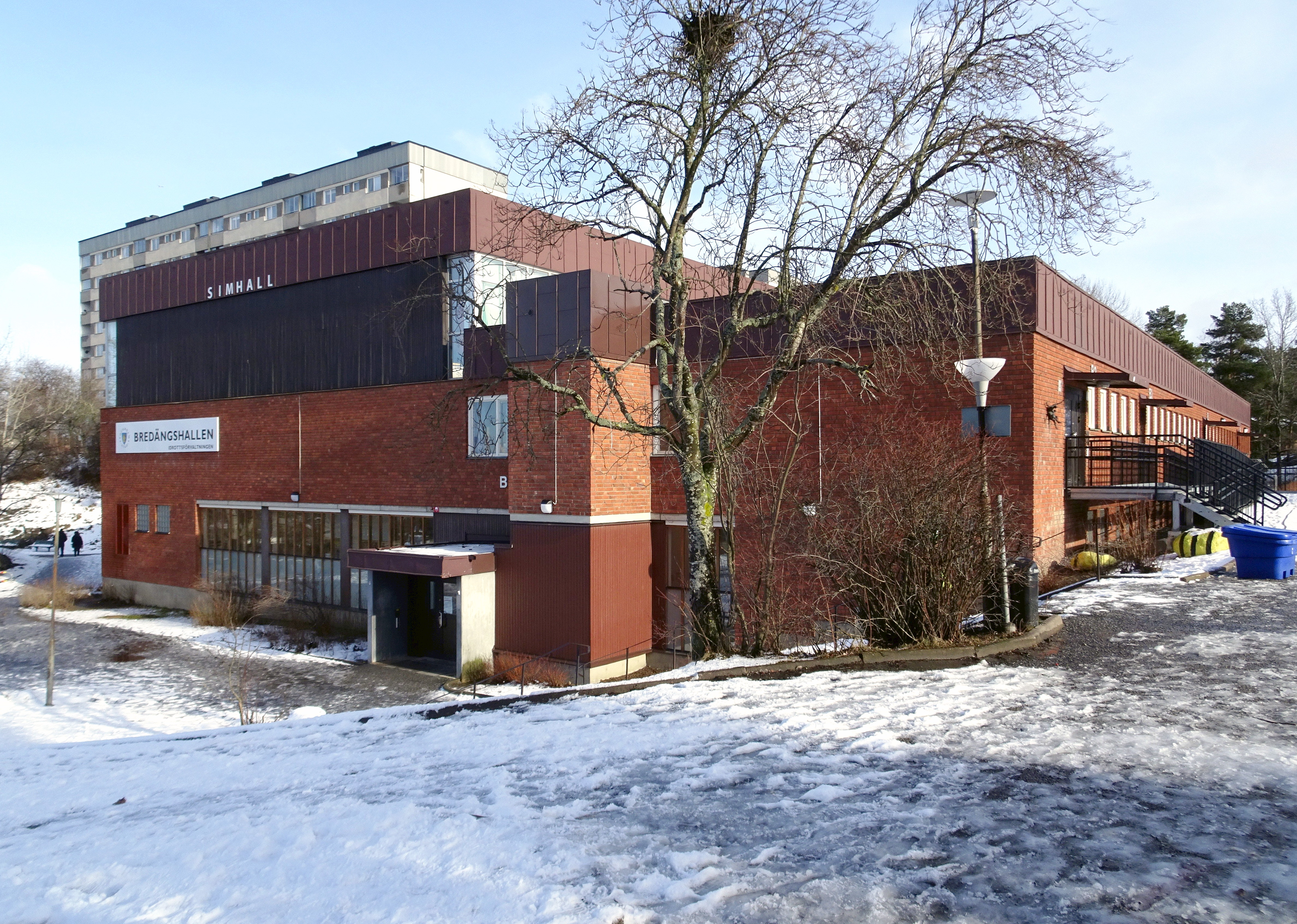
Bredängshallen, 2022.

- I Bredäng ligger Sätra friidrottshall. Den faluröda hallen ritades av arkitekterna Ingemar Tommos och Nils-Olof Olsson på Stockholm Konsult, Husbyggnad och invigdes den 21 april 1998. Tanken var att nyttja hallen som tävlingsarena för badminton i samband med ett eventuellt Sommar-OS 2004 i Stockholm.[7]
- I anslutning till Sätra friidrottshall ligger en ishall, ishockeybana och en idrottsplats.
- I parkområdet söder om Sätra friidrottshall har Sätra pistolskyttebana sin anläggning. Pistolskyttebanan är Mälarhöjdens Pistolskyttars hemmabana.
- Bredängshallen har en sim- och idrottshall och ligger i anslutning till Bredängsskolan.
- Fotbollslaget Newroz FC bildades 2008 och har sin bas i Bredäng. Hemmamatcherna spelas på Bredängs BP.[8]
- En campingplats, Bredängs camping, finns i västra delen av Bredäng.

### Sätra radiolänktorn
Mellan Bredäng och Mälarhöjden, på östra sidan om Bredängsvägen, står Sätra radiolänktorn som uppfördes 1960 efter ritningar av arkitekt Jan Wallinder. Tornet uppfördes i kvarteret Konduktören på en 71 meter hög kulle och med sina drygt 64 meter (exklusive toppantenn) får den en totalhöjd av 135 meter över havet. Tornet har cirkulärt planmått och är av betong som avfärgats i vit kulör. Det har blivit ett känt landmärke i omgivningen. 

Bilder, Bredängs bebyggelse
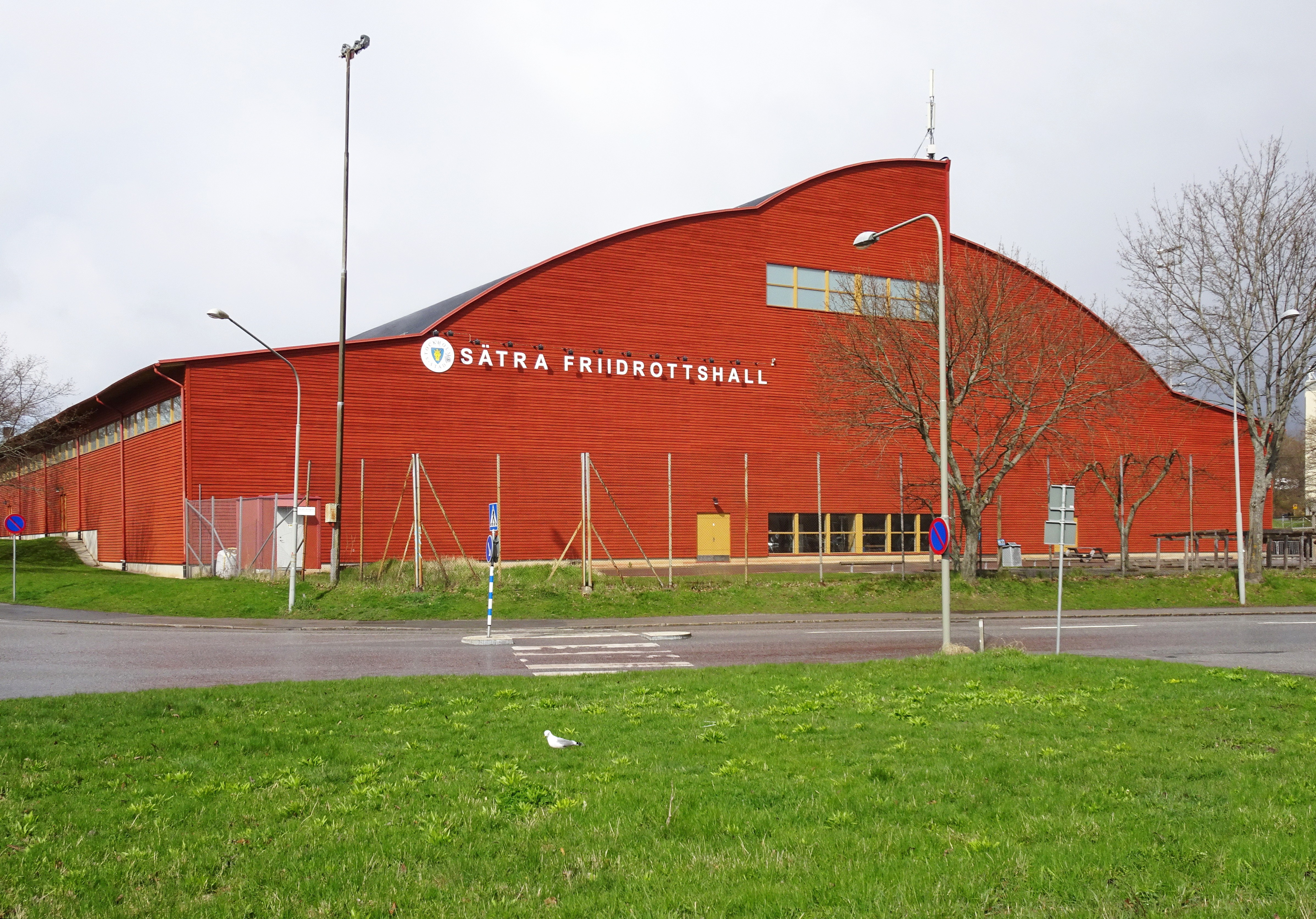
Sätra friidrottshall ligger i Bredäng.
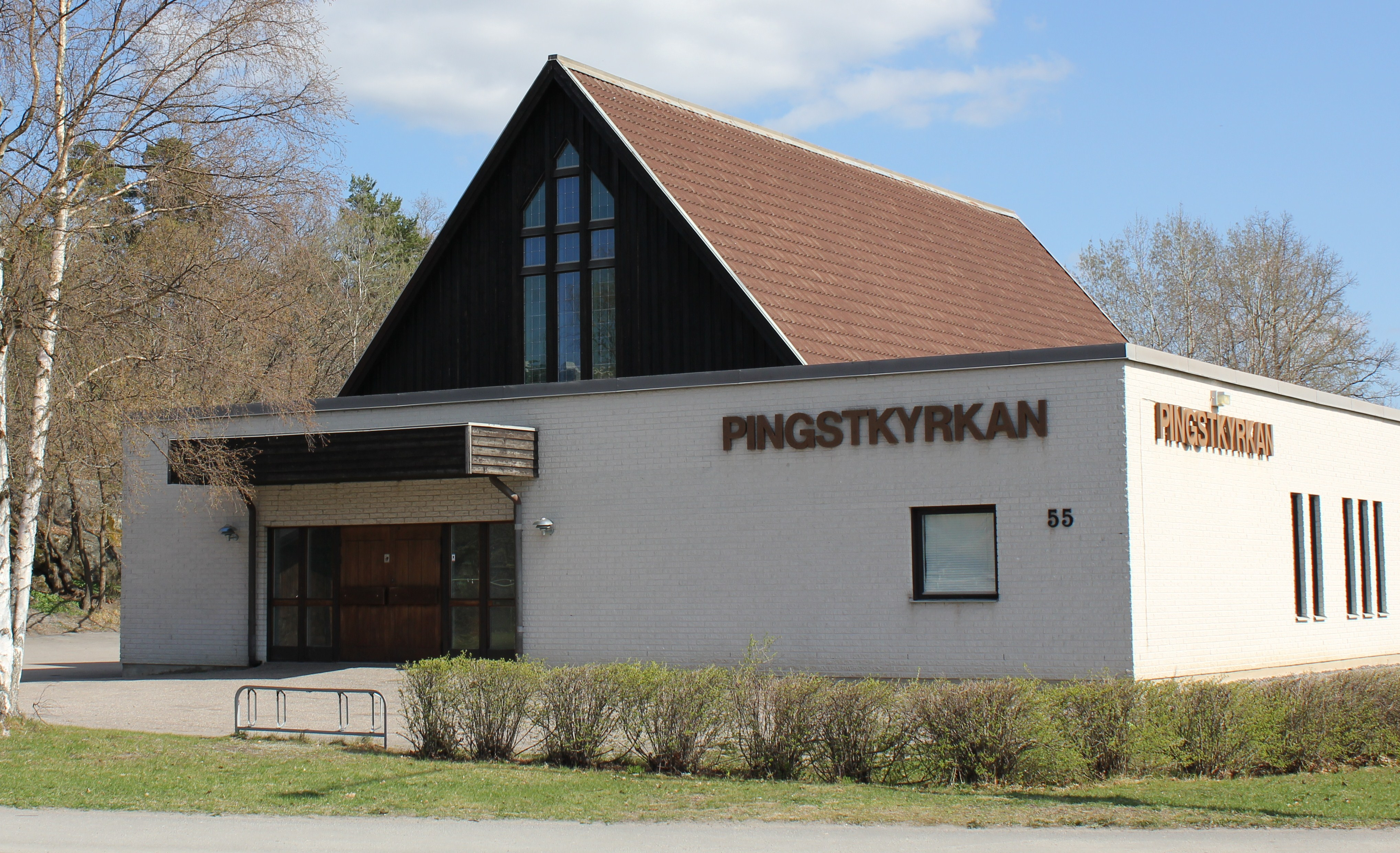
Pingstkyrkan i Bredäng, 2011.
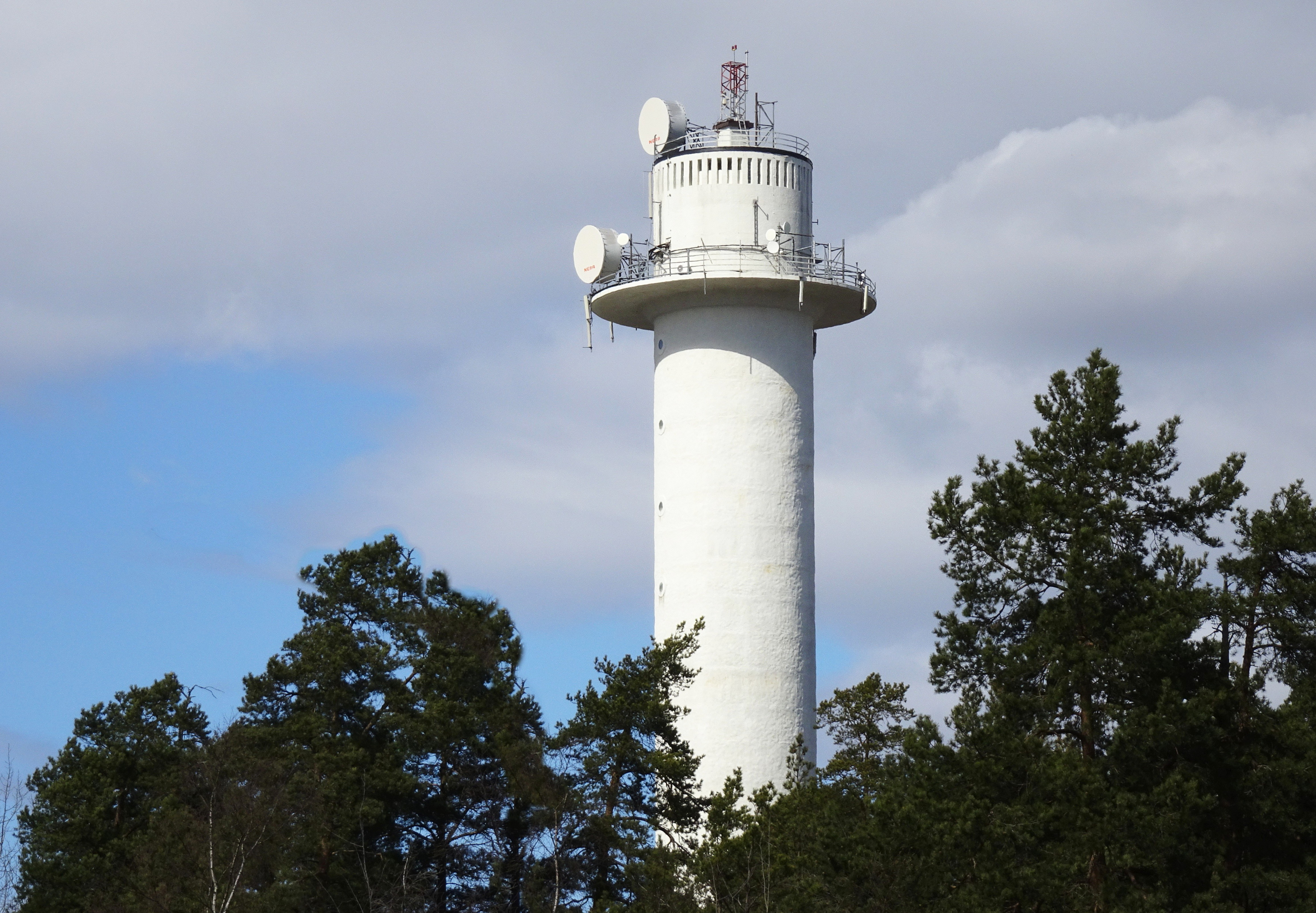
Sätra radiolänktorn 2016.
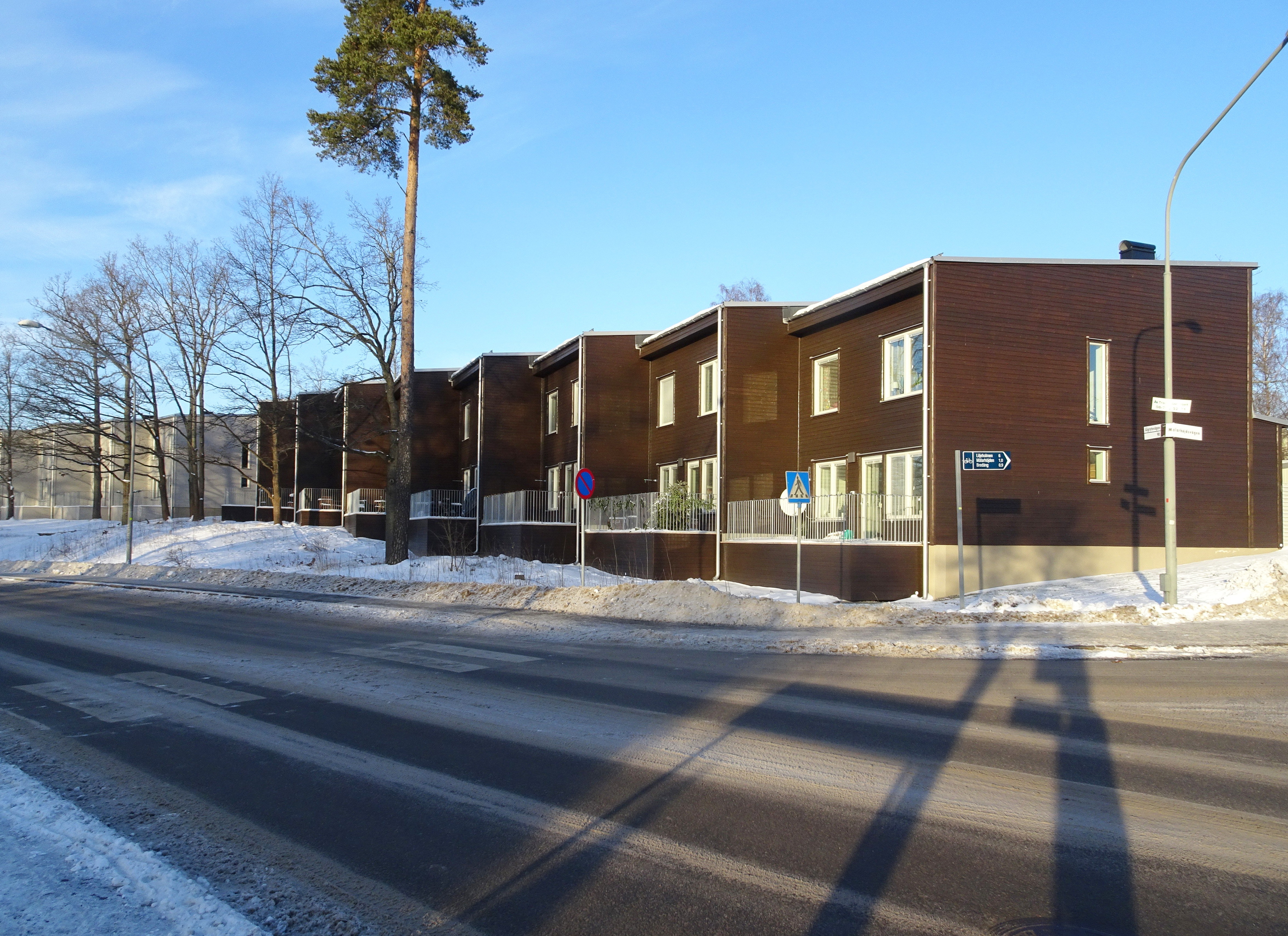
Nya radhus vid Ålgrytevägen 2018.

### Bredängs centrum
Bredängs centrum invigdes 1965. I centrum fanns vid den tiden femton butiker, ett EPA-varuhus, två banker, apotek, postkontor, frisör och en fritidsgård. I stadsdelens centrum ligger tunnelbanestationen Bredäng. Vid tunnelbanan skulle all kommersiell service samlas i ett butikscentrum enligt dåtidens planeringsideal, med inte bara butiker och varuhus vid gångstråken utan även skola, bibliotek och kyrka. Flerfamiljshusen planerades 500 meter från tunnelbanan och centrum, medan enfamiljshusen placerades längre bort. Arkitekterna bakom Bredäng centrum var Höjer & Ljungqvist. Bredängs centrum har en viktig plats i Stockholms stadsbyggnadshistoria. Detta var det första konsekvent genomförda exemplet på ett koncentrerat centrum med integrerade verksamheter. Ambitionen var att samla all service till centrum för att underlätta kontakterna mellan stadsdelens invånare. Bredängs centrum har en tidstypisk och enhetlig utformning av hög arkitektonisk klass. Med sina fasader i rött tegel skulle centrumbebyggelsen medvetet avvika från bostadshusens ljusputsade skivhus. Centrumanläggningens byggnader är grönklassade av Stadsmuseet i Stockholm, vilket innebär att bebyggelsen anses vara ”särskilt värdefull från historisk, kulturhistorisk, miljömässig eller konstnärlig synpunkt”.
I populärkulturen återfinns centrumet i en av Doktor Kosmos låtar som heter Bredäng Centrum där sångaren och frontmannen Uje Brandelius beskriver sitt vardagliga liv.

Bilder, Bredängs centrum
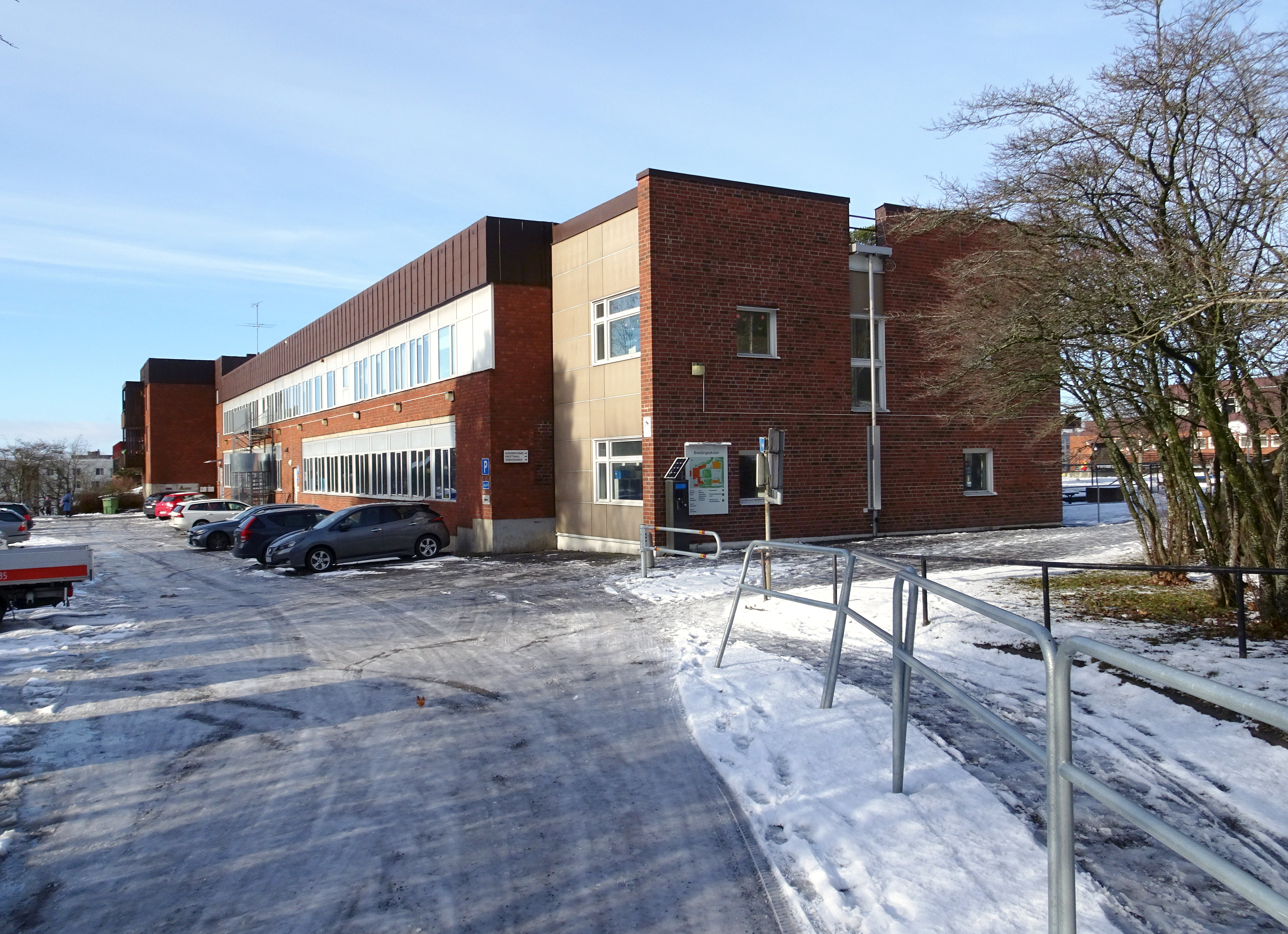
Bredängsskolan, 2022.
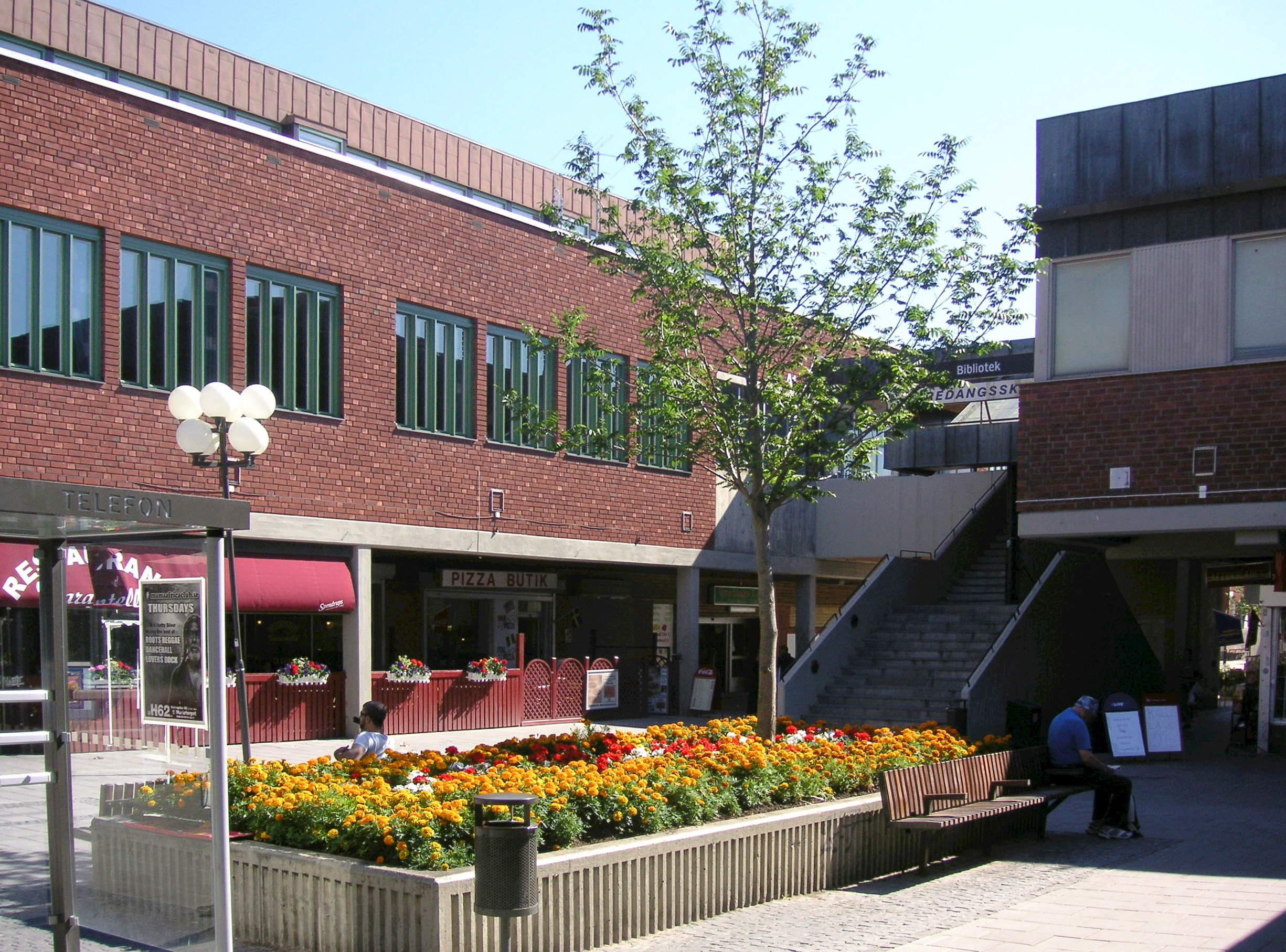
Torget i Bredängs centrum, 2007.
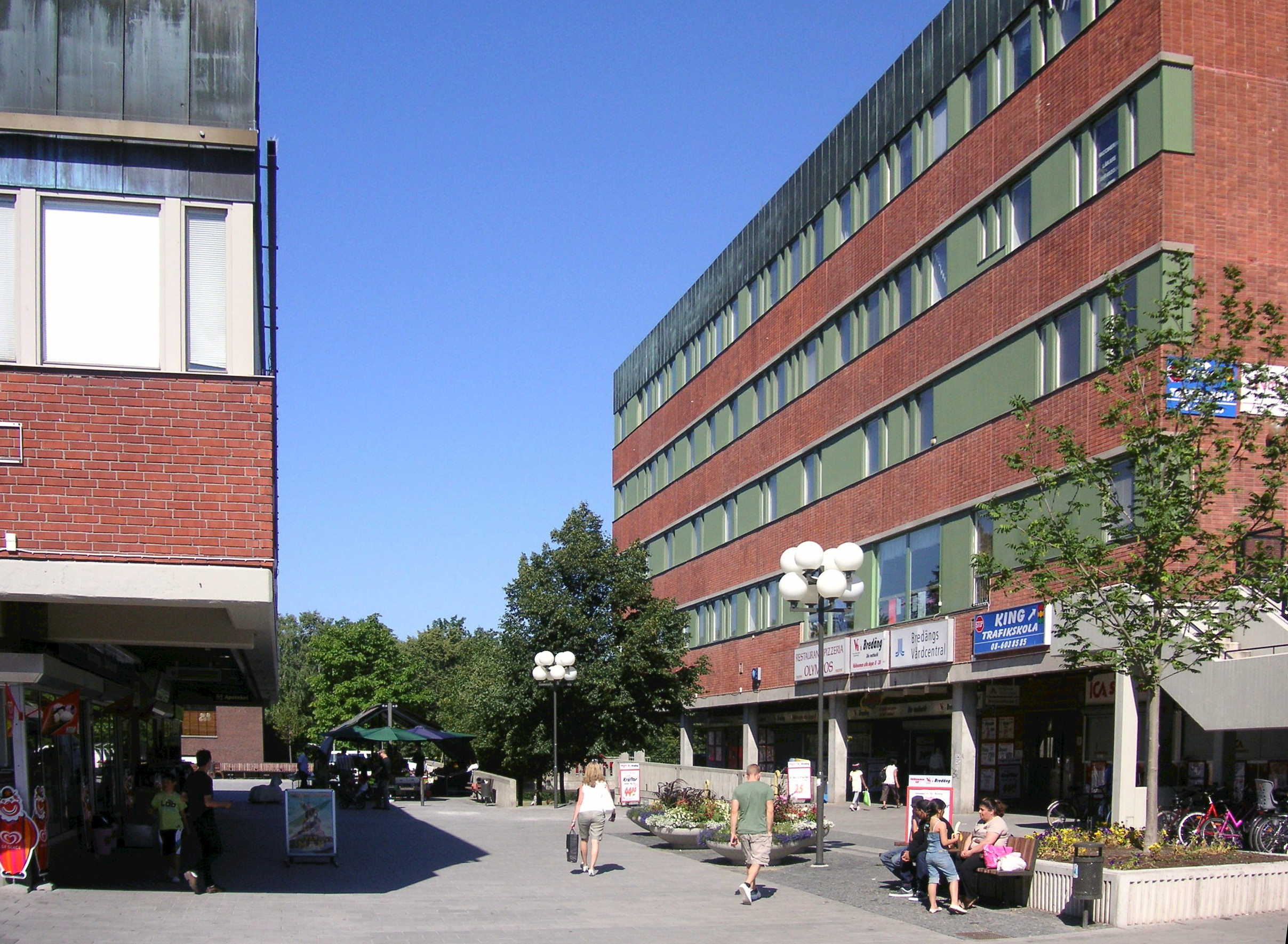
Bredängs centrum, 2007.
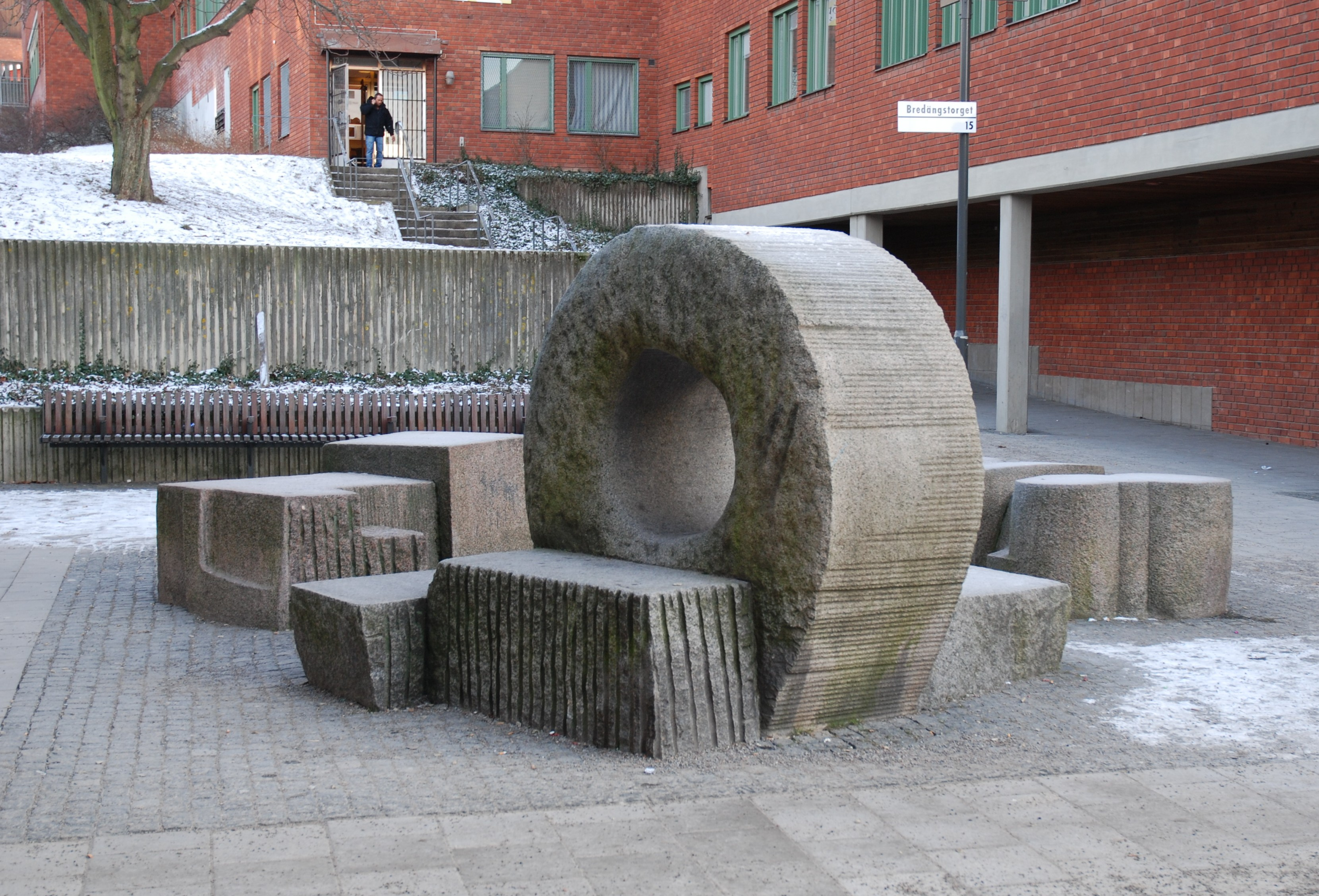
Erik Höglunds Två djur och leksak rest 1966.

## Kulturhistoriskt värdefull bebyggelse

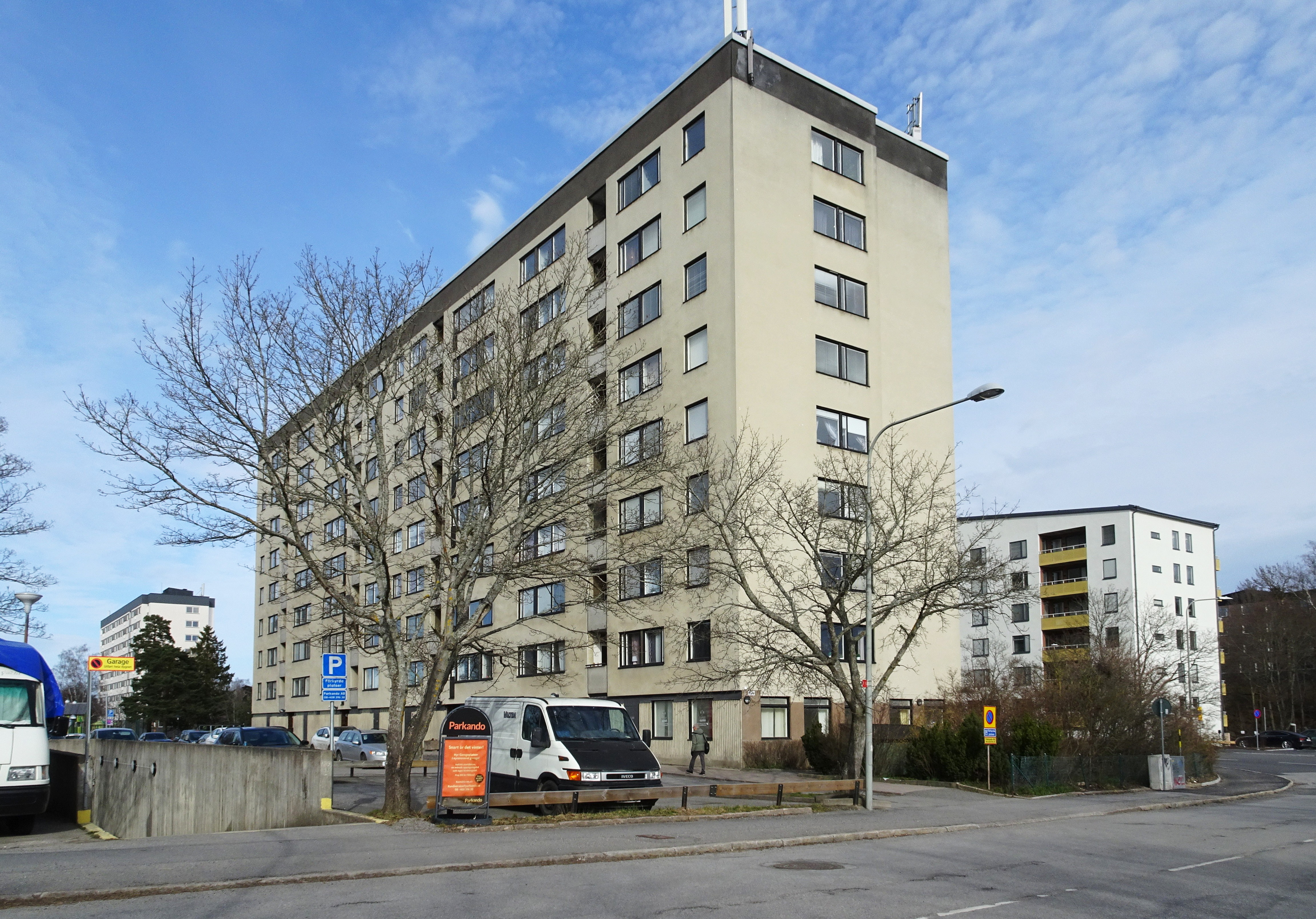
Fastigheten Coldinuorden 3, arkitekt Kjell Abramson, uppfördes 1964-1968.

I Bredäng finns tre områden och enskilda byggnader som av Stadsmuseet i Stockholm betraktas som särskilt kulturhistoriskt värdefulla. Bebyggelsen är blåklassad, vilket är högsta kulturklassificeringen för byggnader inom Stockholms stad. Inom områdena ska stor hänsyn tas till helhetsmiljön och byggnadernas kulturhistoriska värde. 
De tre blåklassade byggnaderna och områdena i Bredäng är Villa Lyran, Jakobsbergs gård och det mycket välbevarade skivhuset på Vita Liljans väg 34, fastigheten Coldinuorden 3. Byggnaden ritades på 1960-talets mitt av arkitekt Kjell Abramson och är det enda av Bredängs skivhus som både har ursprungliga träfönster och entréportar bevarade. Utöver dessa tre byggnader har de centrala delarna av Bredäng, inklusive området med skivhus och centrum samt det av arkitekt Douglas Dahlborg ritade ålderdomshemmet, stort byggnadshistoriskt värde; de är grönklassade av Stadsmuseet.

## Projektet Fokus Skärholmen
Fokus Skärholmen är ett pilotprojekt inom stadsutveckling, som kommer att omfatta stadsdelarna Bredäng, Sätra, Skärholmen och Vårberg. Projektet ska utveckla en metod för att ta fram större generella detaljplaner för Stockholms stad i framtiden. Målet med projektet är att bygga 4 000 bostäder fram till 2030 och stärka stadsdelarnas utbud av bostäder, skolor, förskolor, arbetsplatser, mötesplatser och grönområden. En viktig målsättning i projektet är att stärka den sociala hållbarheten i stadsutvecklingsområden. I projektet Fokus Skärholmen är ”stadens puls i förortens grönska” i fokus. Projektet syftar till att ta hänsyn till värdefulla kvalitéer i stadsdelen och tillföra nya värden som kan utveckla och stärka stadsdelen. Det finns generella planer på att bygga 1 500–2 000 nya bostäder mellan Bredäng och Mälarhöjden, området "Mälarängen". Intill Sätra naturreservat vid Ålgrytevägen planeras det för ca 700–1 200 nya bostäder och omkring centrum planeras det att byggas 500–1 500 nya bostäder.

## Grönområden och parker

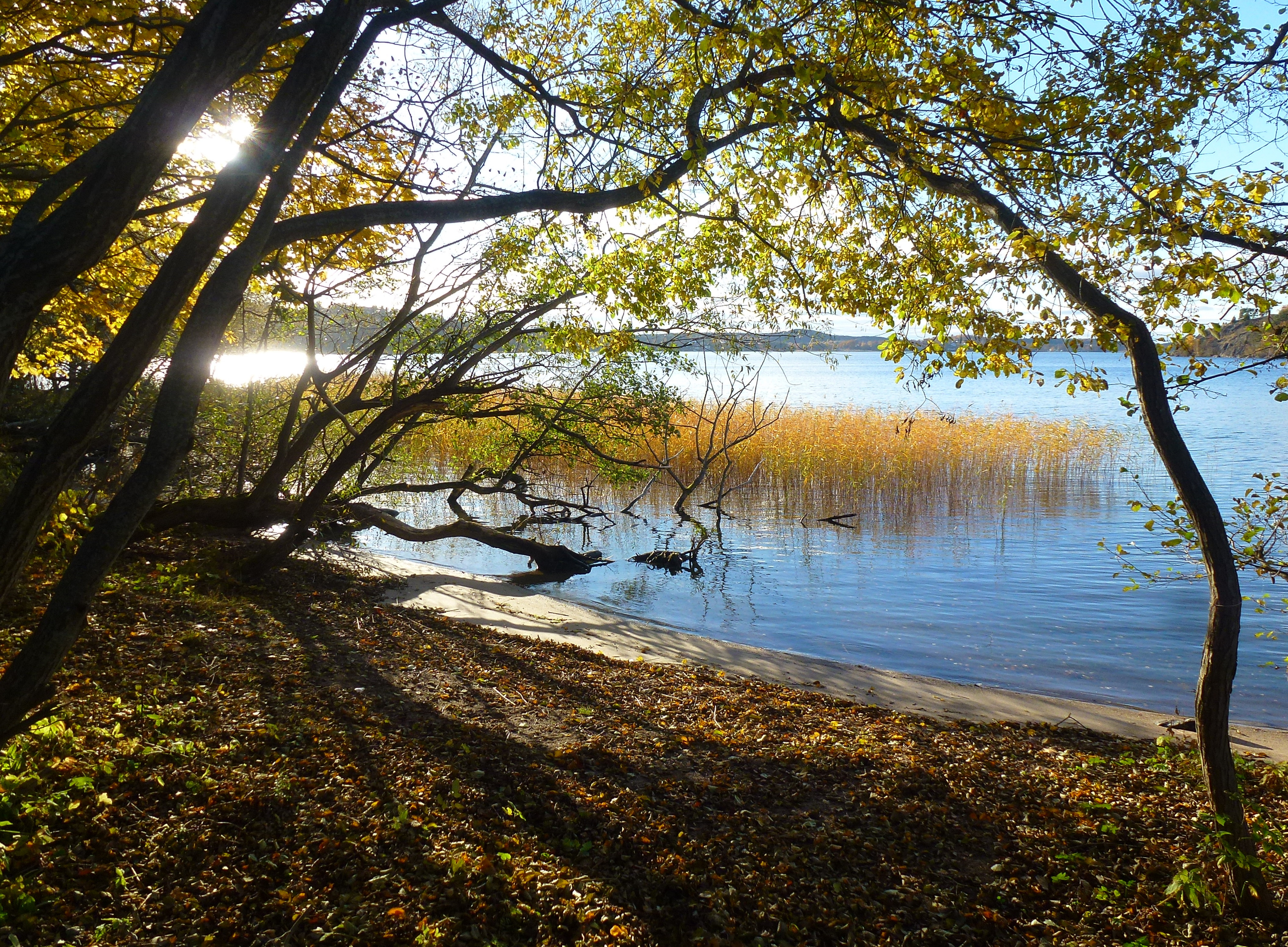
Sätraskogens naturreservat.

Via parkvägarna från Bredäng nås Sätraskogens naturreservat. Naturreservatet ligger mellan Bredäng och Sätra och sommaren 2006 inrättades friområdet som naturreservat. Området innehåller öppna ängar, ekbackar och gammal granskog. Genom naturreservatet sträcker sig en strandpromenad utmed Mälarens strand. Fån promenadstigen syns Mälaren, badplatser och utegym. I Bredäng vid Mälaren ligger Mälarhöjdsbadet. Vid badet finns hopptorn, lekplats och möjlighet att grilla. Från Mälarhöjdsbadets ångbåtsbrygga går ångbåt till stadshuset eller till Drottningholms slott.
Mellan husen i Bredäng finns det flera stora parker och grönområden. I närheten av centrum ligger stadsdelsparken Bredängsparken där Kulturhuset Stadsteatern förlägger vissa teaterföreställningar på parkteatern i Bredäng. En bit bort vid Bredängs bollplan och Bredängstorget ligger lekplatsen Trissan. Parkleken ligger i ett brett naturmarksstråk och i lekplatsen finns en plaskdamm som sköts av Stockholms stad. Sedan 2013 driver Stiftelsen Fryshuset, på uppdrag av Stockholms stad, en parklek på Bredängs allé vid namn Ängen. Parkleken är en öppen verksamhet för alla åldrar och i parken finns konstgräsplan, basketplan och en skateboardpark.

## Demografi
Den 31 december 2022 hade stadsdelen 10 571 invånare, varav 46,19 % (4 883) är utrikes födda och 64,05% har utländsk bakgrund.

## Föreningsliv i Bredäng
I hela stadsdelsnämndsområdet finns över 120 ideella föreningar och i stadsdelen Bredäng finns ett antal föreningar som riktar sig främst till barn och ungdomar. En av dessa föreningar är Scoutkåren Gustaf Vasa-Bredäng, som grundades 1924, och som riktar sig till barn och ungdomar mellan 8 och 18 år. I Bredäng bildades Sveriges första basketförening, JKS Basket, 1945 av lettiska flyktingar. Då riktade sig föreningen till lettiska flyktingar, men idag är den öppen för alla oavsett bakgrund. Andra ideella föreningar som finns i Bredäng är följande: IOGT-NTO Junior, Bredängs Svensk-Turkiska Kulturförening, Pro Bredäng, Areal Bredängs stadsodlarkollektiv, Bredängs Utvecklingsråd, BUR, Stockholms Turkiska Familjeförening, Nattvandring Bredäng, Skärholmens Brottsofferjour.

## Kyrkor och församlingar i Bredäng

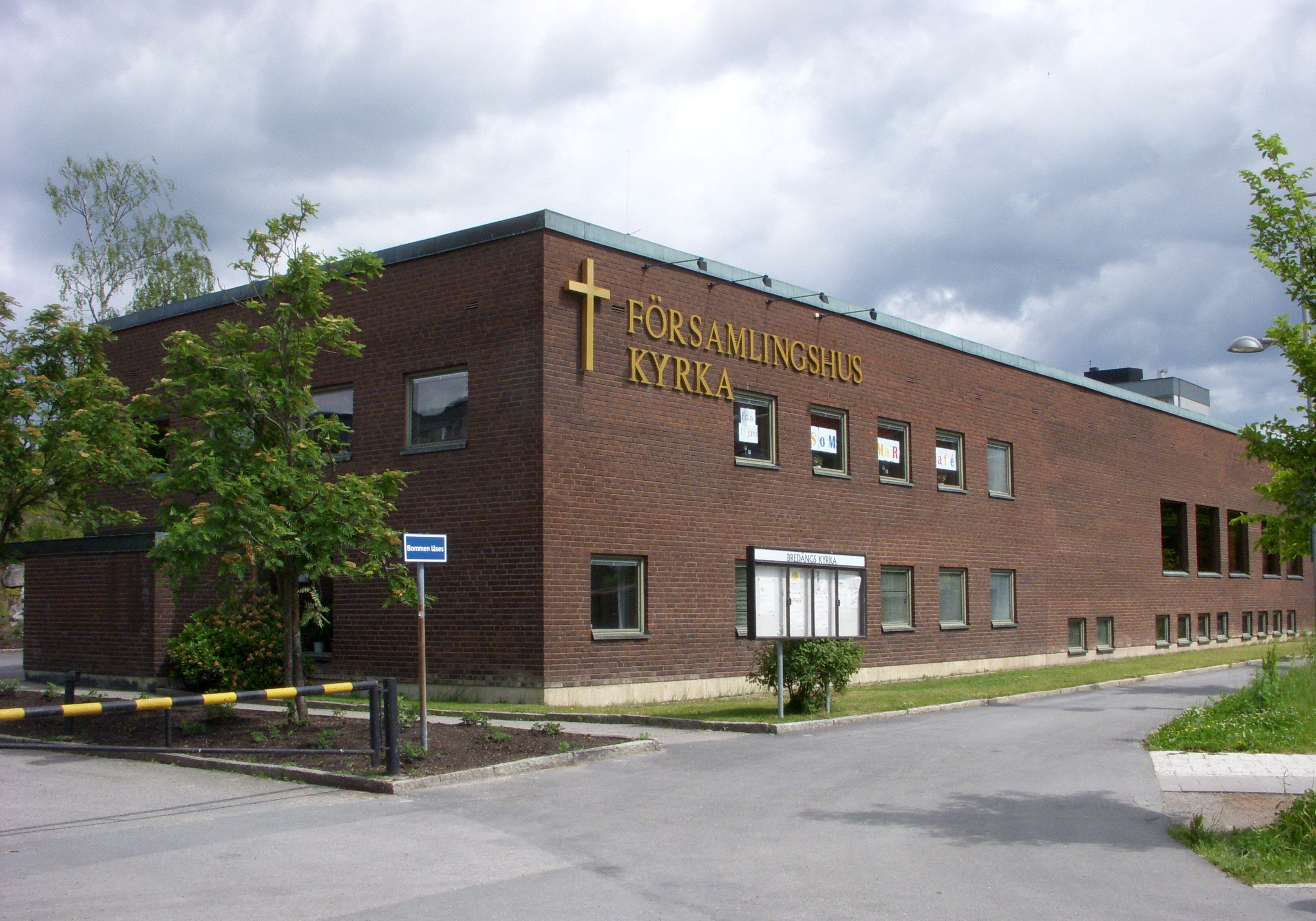
Bredängs kyrka.

- Bredängs kyrka tillhör Skärholmens församling (Svenska kyrkan) och är belägen strax norr om Bredängstorget, vid norra änden av Bredängs allé.
- Pingstkyrkan i Bredäng är en del av Storförsamlingen Filadelfia och ligger vid en av Bredängs infarter, i hörnet av Skärholmsvägen och södra änden av Bredängs allé. Gudstjänsterna tolkas till olika språk. Vissa dagar håller man samlingar på språket lingala. Patmosförsamlingen har sina gudstjänster i Pingstkyrkan i Bredäng.
- En Rumänsk-ortodox församling har i många är använt Bredängs kyrkas kyrkorum för gudstjänster och kulturell verksamhet. 2008 pågick planering för ett kyrkobygge på mark belägen vid tunnelbanan i hörnet av Ålgrytevägen och Stora sällskapets väg.[källa behövs]

## Tunnelbanestationen
Bredäng har sedan 1965 en tunnelbanestation på röda linjen inom Stockholms tunnelbana. Den ligger på en 180 meter lång viadukt över Bredängs Allé utmed Stora sällskapets väg. Den konstnärliga utsmyckningen består av pusselbitar och träformer av Lena Kriström, 1982.

## Bildgalleri

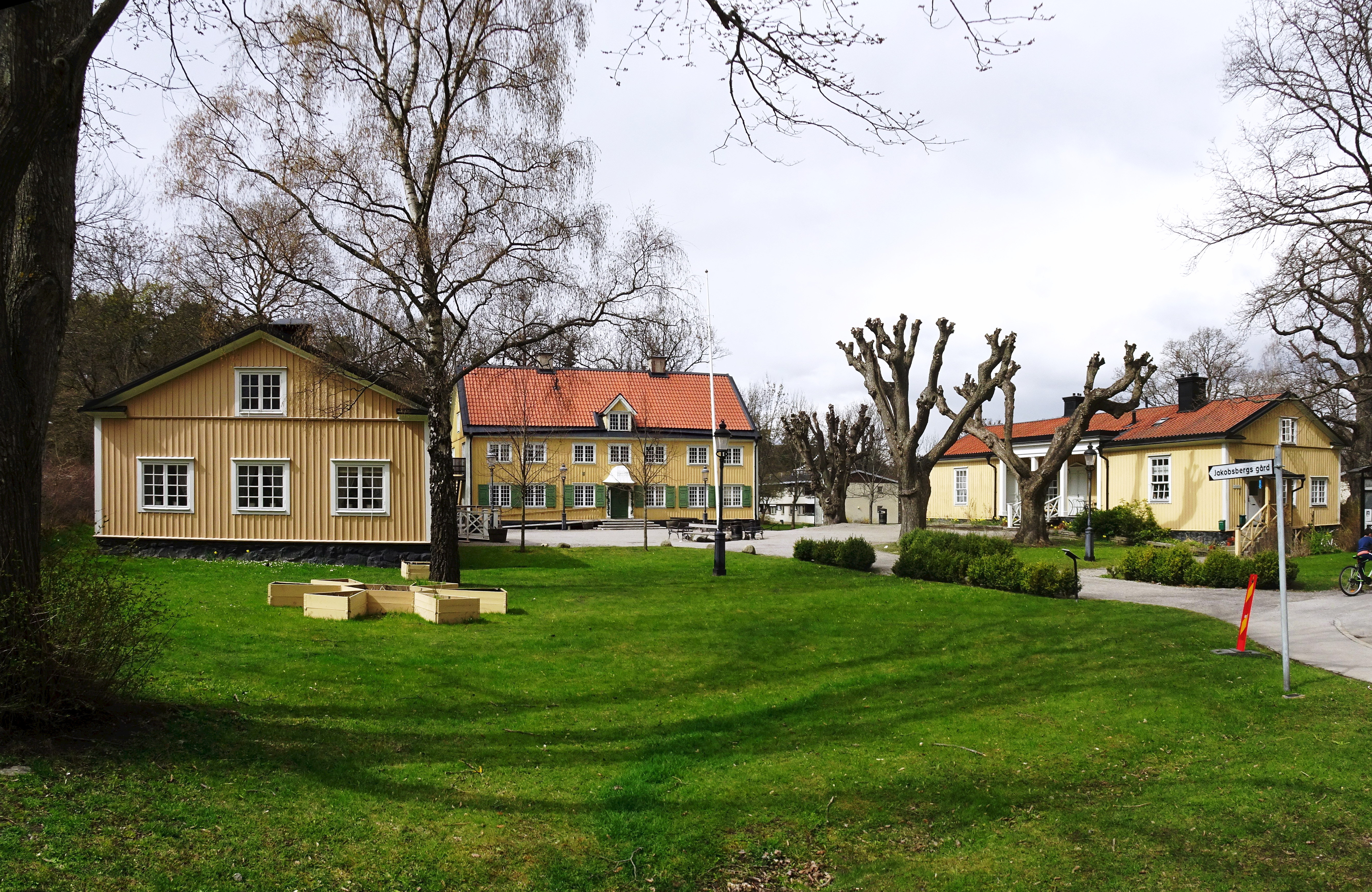
Jakobsbergs gård.
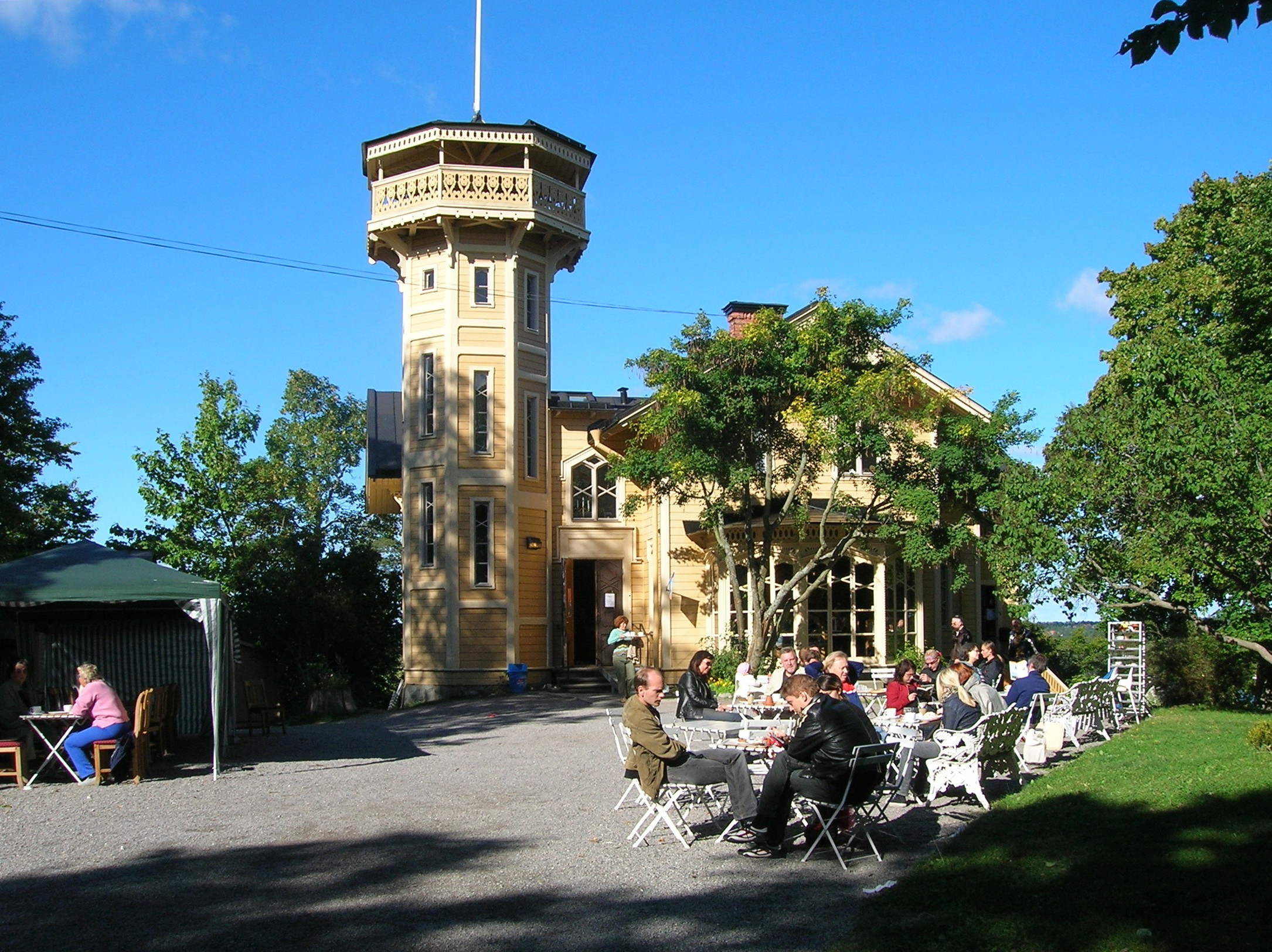
Villa Lyran.
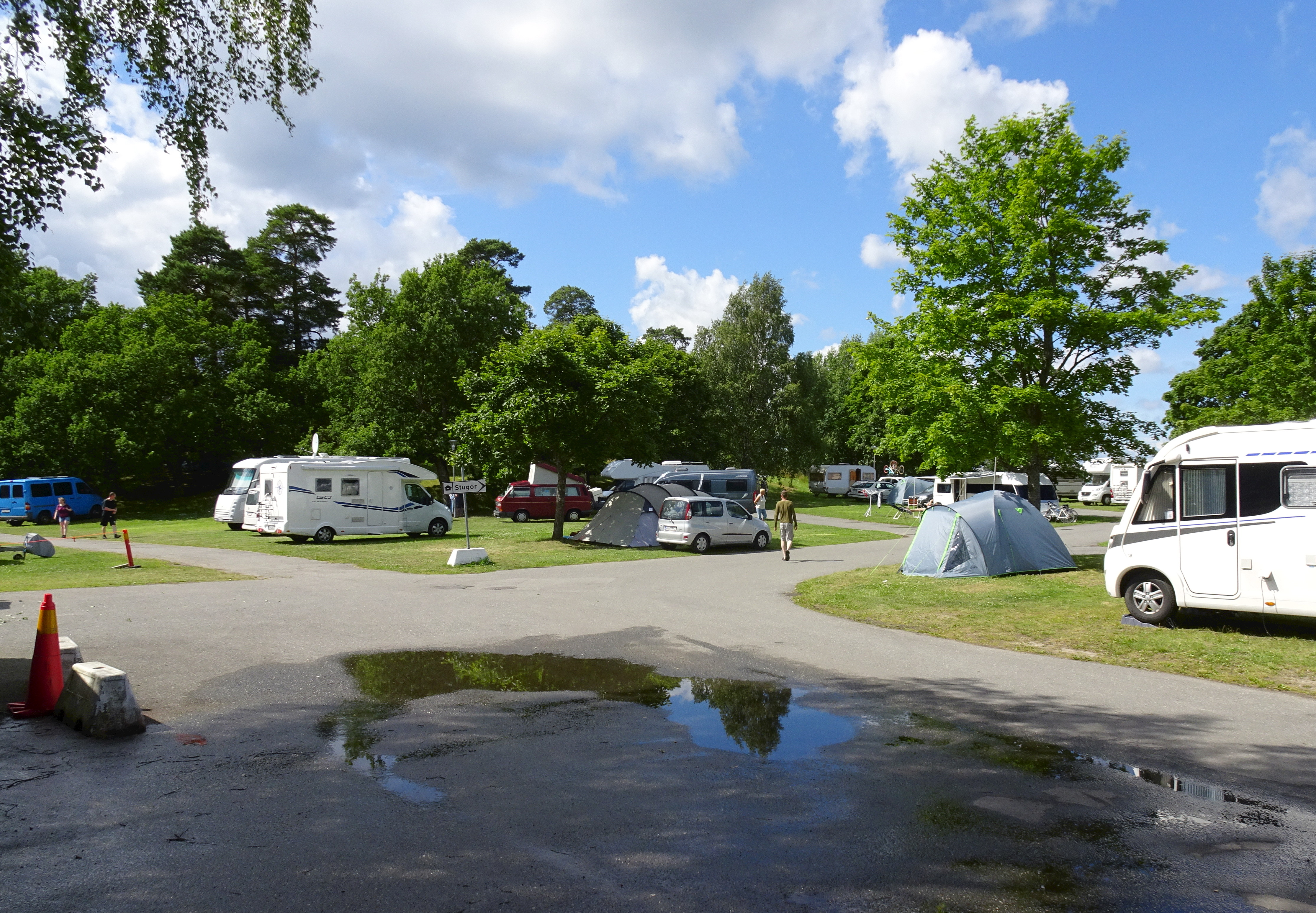
Bredäng camping.
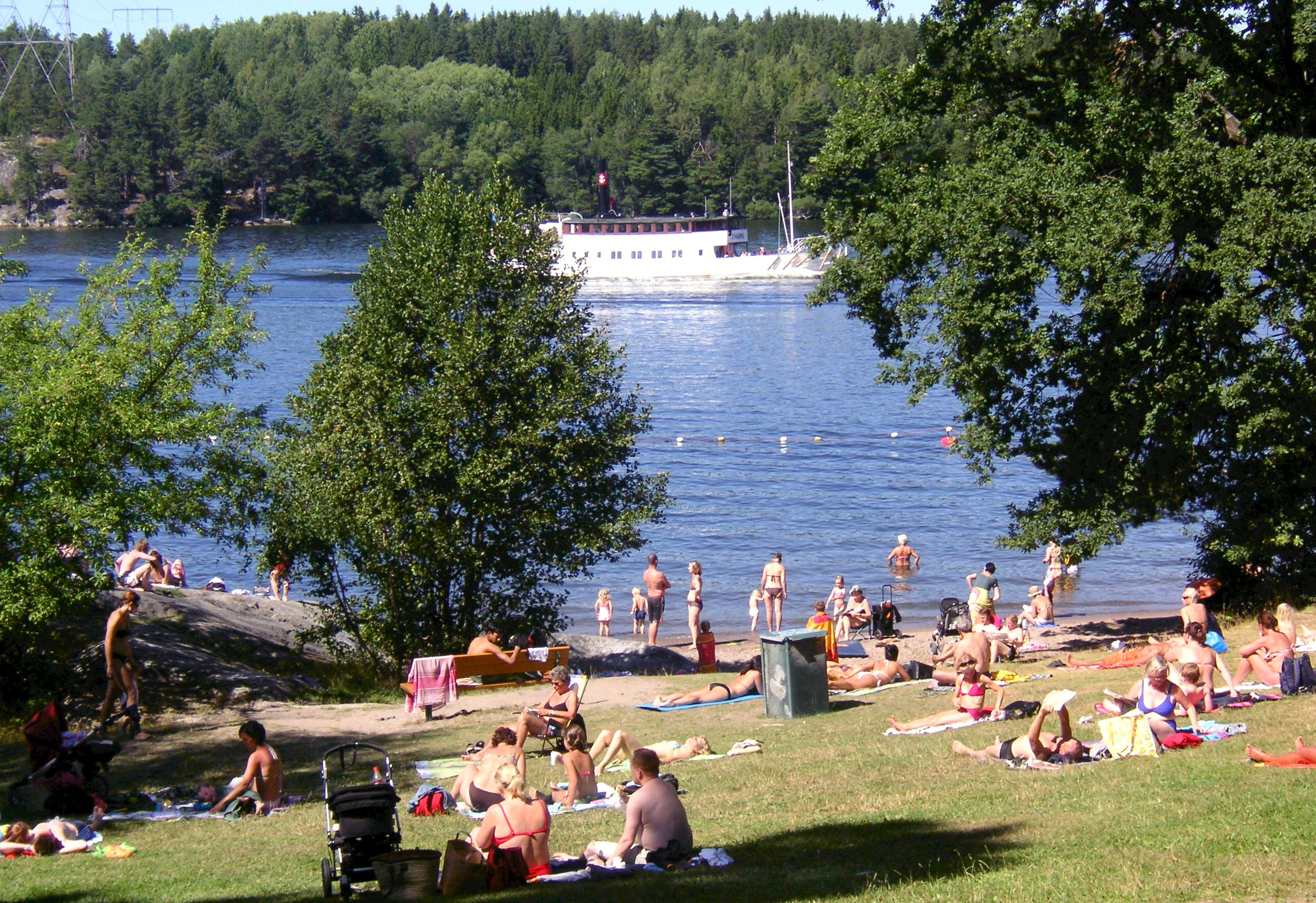
Mälarhöjdsbadet hör till Bredäng.